# Vanessa Low
(Vanessa Low)
Vanessa Low (Schwerin, 17 luglio 1990) è un'atleta paralimpica tedesca naturalizzata australiana, specializzata nel salto in lungo e nelle gare di velocità nella categoria T61.
Nel proprio palmarès internazionale vanta due titoli paralimpici, due titoli mondiali e due titoli europei nel salto in lungo. È anche detentrice del record mondiale nel salto in lungo con la misura di 5,28 m nella categoria T61 e del record nazionale nei 100 m con 15"17.

## Biografia
Vanessa Low nasce a Schwerin, nel Meclemburgo-Pomerania Anteriore, il 17 luglio 1990, ma cresce a Ratzeburg, nello Schleswig-Holstein.
Nella serata del 18 giugno 2006, al ritorno a casa dall'ultimo giorno di scuola, mentre sta aspettando il treno alla stazione di Ratzeburg, in quel momento molto affollata, perde l'equilibrio finendo in mezzo ai binari proprio mentre sta sopraggiungendo un treno regionale, che la investe. L'allora non ancora sedicenne Vanessa Low viene trasportata in stato di coma all'ospedale di Lubecca, coma dal quale si risveglierà il 3 luglio successivo: l'incidente le costa però l'amputazione di entrambi gli arti inferiori.
Nel 2011 partecipa ai mondiali paralimpici juniores, vincendo la medaglia d'oro nel salto in lungo, la medaglia d'argento nei 100 m e la medaglia di bronzo nei 200 m. Nel settembre 2012 partecipa per la prima volta in carriera ad un'edizione dei Giochi paralimpici, giungendo quarta nei 100 m e sesta nel salto in lungo. Nel 2015, a Doha, in Qatar, vince il titolo mondiale della propria categoria nel salto in lungo, stabilendo, con 4,79 m, il nuovo primato mondiale.
Il 10 settembre 2016, ai Giochi paralimpici di Rio de Janeiro, vince la medaglia d'oro nel salto in lungo, piazzandosi davanti all'italiana Martina Caironi e alla cubana Malu Pérez Iser. Nel corso della gara, stabilisce al primo tentativo il nuovo record paralimpico (appena migliorato da Martina Caironi), saltando 4,76 m, e quindi migliora per due volte il primato mondiale, saltando 4,88 m al secondo tentativo e 4,93 m al terzo tentativo e andando oltre il suo vecchio primato anche al quarto salto con 4,90 m. Sette giorni dopo, conquista la medaglia d'argento nei 100 metri, dove viene battuta dall'italiana Martina Caironi.
Nel 2017, la Low, legata sentimentalmente all'atleta Scott Reardon, si trasferisce nel Paese di quest'ultimo, l'Australia, optando anche per la cittadinanza di questo Paese, per il quale decide in seguito di tornare a gareggiare.
Il 2 settembre 2021, per la prima volta in rappresentanza dell'Australia ai Giochi paralimpici, conquista la medaglia d'oro nel salto in lungo per le categorie T63 e T61 davanti all'italiana Martina Caironi e alla svizzera Elena Kratter: nella gara, Vanessa Low migliora per tre volte il record mondiale per la categoria T61 da lei stessa detenuto, portandolo dapprima a 5,16, poi a 5,20 e, infine, nell'ultimo salto a 5,28 m. Tre anni dopo si ripete, vincendo il secondo oro consecutivo nel salto in lungo T63 alle Paralimpiadi di Parigi con la misura di 5,45 metri, nuovo record mondiale T61.

## Palmarès
| Anno                              | Manifestazione       | Sede           | Evento                | Risultato | Prestazione | Note                                     |
| --------------------------------- | -------------------- | -------------- | --------------------- | --------- | ----------- | ---------------------------------------- |
| In rappresentanza della Germania  |                      |                |                       |           |             |                                          |
| 2011                              | Mondiali paralimpici | Christchurch   | 100 m piani T42       | Bronzo    | 17"43       | Miglior prestazione personale stagionale |
| 2011                              | Mondiali paralimpici | Christchurch   | Salto in lungo T42    | 4ª        | 3,47 m      |                                          |
| 2012                              | Giochi paralimpici   | Londra         | 100 m piani T42       | 4ª        | 16"78       |                                          |
| 2012                              | Giochi paralimpici   | Londra         | Salto in lungo T42/44 | 6ª        | 3,93 m      |                                          |
| 2013                              | Mondiali paralimpici | Lione          | 100 m piani T42       | Bronzo    | 17"18       | Miglior prestazione personale stagionale |
| 2013                              | Mondiali paralimpici | Lione          | Salto in lungo T42    | Bronzo    | 3,85 m      | Miglior prestazione personale stagionale |
| 2014                              | Europei paralimpici  | Swansea        | 100 m piani T42       | Argento   | 16"50       |                                          |
| 2014                              | Europei paralimpici  | Swansea        | Salto in lungo T42    | Oro       | 4,24 m      |                                          |
| 2015                              | Mondiali paralimpici | Doha           | 100 m piani T42       | Argento   | 15"41       | Miglior prestazione personale            |
| 2015                              | Mondiali paralimpici | Doha           | Salto in lungo T42    | Oro       | 4,79 m      | Record mondiale                          |
| 2016                              | Europei paralimpici  | Grosseto       | 100 m piani T42       | Argento   | 16"29       |                                          |
| 2016                              | Europei paralimpici  | Grosseto       | Salto in lungo T42/44 | Oro       | 4,71 m      | Record dei campionati                    |
| 2016                              | Giochi paralimpici   | Rio de Janeiro | 100 m piani T42       | Argento   | 15"17       | Record nazionale                         |
| 2016                              | Giochi paralimpici   | Rio de Janeiro | Salto in lungo T42    | Oro       | 4,93 m      | Record mondiale                          |
| In rappresentanza dell' Australia |                      |                |                       |           |             |                                          |
| 2019                              | Mondiali paralimpici | Dubai          | Salto in lungo T61/63 | Oro       | 4,68 m      |                                          |
| 2021                              | Giochi paralimpici   | Tokyo          | Salto in lungo T63    | Oro       | 5,28 m      | T61                                      |
| 2023                              | Mondiali paralimpici | Parigi         | Salto in lungo T63    | Bronzo    | 4,90 m      | T61                                      |
| 2024                              | Mondiali paralimpici | Kōbe           | Salto in lungo T63    | Oro       | 5,29 m      | T61                                      |
| 2024                              | Giochi paralimpici   | Parigi         | Salto in lungo T63    | Oro       | 5,45 m      | T61                                      |